# 杜鵑座
杜鹃座是南天星座，拉丁语原名指南美洲大嘴鳥。彼得·德克斯宗·凱澤和弗雷德里克·德·豪特曼率先划分星座，彼得勒斯·普朗修斯标上天体仪，約翰·拜耳1603年印成《測天圖》出版。普朗修斯与约道库斯·洪第乌斯1598年在阿姆斯特丹发布绘有杜鹃座等十二星座的35厘米天球仪，法国探险家兼天文学家尼可拉·路易·拉卡伊1756年用拜耳命名法为杜鹃座星体命名。杜鹃座、凤凰座、天鹤座、孔雀座合称“南天四鸟”。
杜鹃座在夜空比较黯淡，最亮的恒星鳥喙一只是2.87视星等的三等星。鳥喙四是六颗恒星组成的星系，杜鵑座κ包含四颗恒星。人类已在杜鹃座五个恒星系发现太陽系外行星。杜鵑座47是夜空比较明亮的球狀星團，也是小麦哲伦星系最亮的球状星团。

## 历史

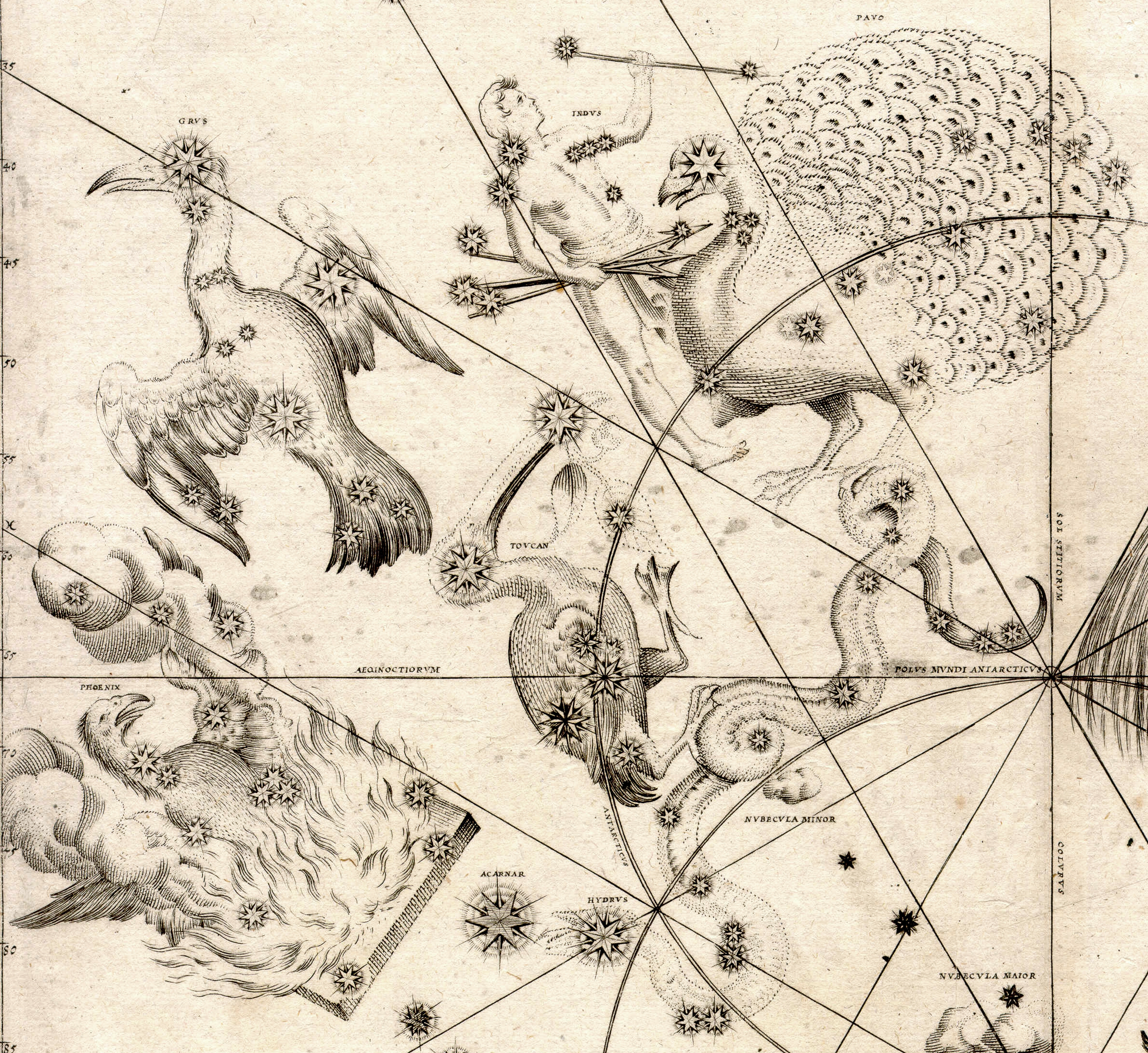
約翰·拜耳《測天圖》上的南天四鸟，杜鹃座在中间（显示“Toucan”

荷兰领航员兼探险家彼得·德克斯宗·凱澤和弗雷德里克·德·豪特曼曾跟随第一次荷兰远征印度尼西亚船队前往東印度，两人在南天划出杜鹃座等十二星座。1597或1598年，彼得勒斯·普朗修斯与约道库斯·洪第乌斯在阿姆斯特丹合作，把十二星座印上35厘米直径天体仪发布。德国天体绘图师約翰·拜耳1603年出版《測天圖》，是第一部印有杜鹃座的天体图集。普朗修斯与拜尔都把杜鹃座画成大嘴鳥。德·豪特曼同年将星座划入南天星表，取荷兰语名称，意为“印度喜鹊，東印度称‘朗’”，即原产东印度的长喙犀鸟。1603年威廉·布劳的天球仪把星座画成头盔。中国古代星图把杜鹃座划入“鸟喙”星官，英格兰称“巴西派伊”，约翰内斯·开普勒与乔瓦尼·巴蒂斯塔·里乔利称“美洲雁”，卡伊休斯称“印度喜鹊”。杜鹃座与邻近的凤凰座、天鹤座、孔雀座全称“南天四鸟”。

## 简介

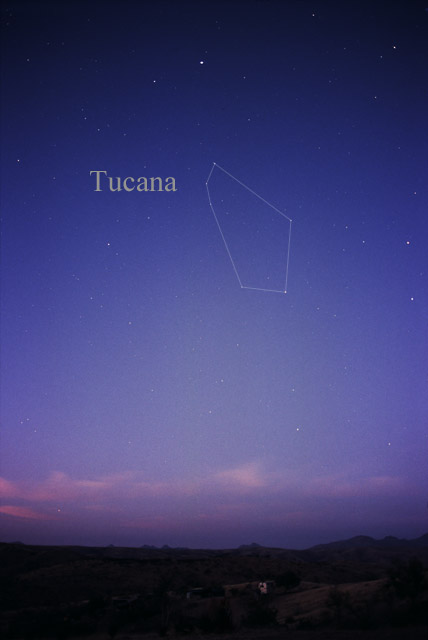
杜鹃座可以肉眼识别

杜鹃座形状不规则 ，东靠水蛇座，北临天鹤座与凤凰座，西接印第安座，南靠南极座。星座覆盖295平方度夜空，在88个现代星座排第48。1922年，國際天文聯會确定以三字母缩写代表杜鹃座。比利时天文学家尤金·德爾波特1930年正式划分星座边界，杜鹃座是十条边组成的多边形。星座在赤道坐標系統的赤经位于22h 08.45m至01h 24.82m范围，赤纬在−56.31°到−75.35°之间。杜鹃座在南天球的位置比较靠南，北半球北纬30度线以北均不可见，拱極星始终位于南半球南纬50度线以南。

## 显著特点

### 恒星
拜尔把杜鹃座画上《测天图》，但没有用拜耳命名法为星体命名，法国探险家兼天文学家尼可拉·路易·拉卡伊1756年用拜耳命名法为星座恒星分配希腊字母“α”至“ρ”，其中省略“ο”与“ξ”，把距离很近的两颗星都划为“λ”，三颗星叫“β”。1879年，美国天文学家本杰明·阿普索普·古尔德把拉卡伊视为星云的天体划为“杜鹃座ξ”，如今人类认定该天体实为球狀星團杜鵑座47。弗朗西斯·贝利认为杜鹃座μ太黯淡，不该分配希腊字母，将原命名撤销，组成杜鵑座κ的星体有两颗如今称为κ1和κ2。
杜鹃座比较明亮的恒星布局就像风筝，共有约80颗恒星亮度超出7.0视星等。星座最亮的鳥喙一为2.86视星等，代表大嘴鸟头部，是光谱等级K3III的橙次巨星，距太阳系约199光年。该星表面温度较低，“只有”4300开尔文，拥有424倍太阳光度、37倍太阳直径、2.5到3倍太阳质量。鸟喙一属光谱联星，用望远镜还无法区分其中两颗星体，需测量主星光谱变化来推断从星存在，聯星系統轨道周期4197.7天（11.5年），目前人类对从星还一无所知。鸟喙一东南两度的红色星体杜鵑座ν光谱等级M4III，离地约290光年，是在4.75至4.93视星等闪烁的半規則變星。鶴五是距地球约75光年、光谱等级F4V的黄白主序星，亮度4.0视星等，据理查德·辛克利·艾伦记载带有蓝色，该星代表大嘴鸟的喙。
鳥喙四、鳥喙二、杜鹃座κ都是多恒星系，分别包含六颗、两颗、四颗恒星。鸟喙四在大嘴鸟尾巴附近，其中偏亮的β1与β2相隔27弧秒，亮度分别是4.4和4.5视星等，小型望远镜便能分辨。第三颗星体称β3，与β1和β2相隔十弧分，肉眼就能区分。β1、β2、β3都是联星，所以星系共有六颗恒星。星座西南角的鸟喙二离地约251光年，由光谱等级B9.5V的蓝白主序星与淡黄色伴星组成，其中主星4.49视星等，伴星9.3视星等。杜鹃座κ合并亮度4.25视星等，距太阳系约68光年。其中最亮的杜鹃座κA为5.33视星等，光谱等级F6V，呈淡黄色；杜鹃座κA西北方向五弧秒的杜鹃座κB光谱等级K1V，亮度7.58视星等。杜鹃座κB西北五弧分的天体合并亮度7.24视星等，由光谱等级分别是K2V与K3V的橙主序星组成，用杜布森望遠鏡等高功率设备可以看出两颗主序星相隔约一弧秒。

小麦哲伦星系基本在杜鹃座

杜鹃座λ是光学双星，由实际距离很远，但从地球角度观察基本重叠的λ1和λ2组成。杜鹃座λ1是离地186光年的联星，由6.22视星等、光谱等级F7IV-V的黄白星与7.28视星等、光谱等级G1V的黄主序星组成。杜鹃座λ2是光谱等级K2III的橙次巨星，已结束主序星阶段，逐渐膨胀并冷却。该星距地球约220光年，亮度5.46视星等。
鳥喙七代表大嘴鸟的左腿，是光谱等级B9iV的B类次巨星，亮度约4.49视星等，离地约373光年，约有四倍太阳质量。
杜鵑座θ是距地球约423光年的A类星，实际是相隔非常近的联星。其中主星属矮造父變星，这类变星的闪烁周期很短（不超过六小时），曾用作宇宙距离尺度，是星震學研究的重要目标。主星质量约为太阳两倍，从星属贫氢矮恒星，已有质量与太阳接近的物质被主星吸走。联星亮度以70到80分钟周期在6.06至6.15视星等变化。
鳥喙六是光谱等级F9.5V、4.2视星等的黄白主序星，距地球约28光年。鸟喙六质量略小于太阳，但光度超过，星体组成与太阳非常接近，估计有三十亿年历史，促使科学家尝试调查该星是否存在生命行星。研究表明鸟喙六很可能存在轨道半径至少2.3天文單位的岩屑盤，但截至2009年尚未发现环绕该星旋转的行星。
杜鹃座五个恒星系已发现行星，其中四个是智利的高精度徑向速度行星搜索器发现。HD 4308离地约72光年，质量约太阳八成三，拥有的行星属超级地球，公转周期约15天。HD 215497是光谱等级K3V、离地约142光年的橙色恒星，行星一是轨道周期仅三天的炽热超级地球，行星二尺寸接近土星，轨道周期约567天。HD 221287光谱等级F7V，距地球173光年，拥有的行星属超级木星。HD 7199光谱等级KOIV/V，离地117光年，行星质量约木星三成，轨道周期615天。HD 219077的行星拥有约十倍木星質量，轨道非常偏心。

### 深空天体

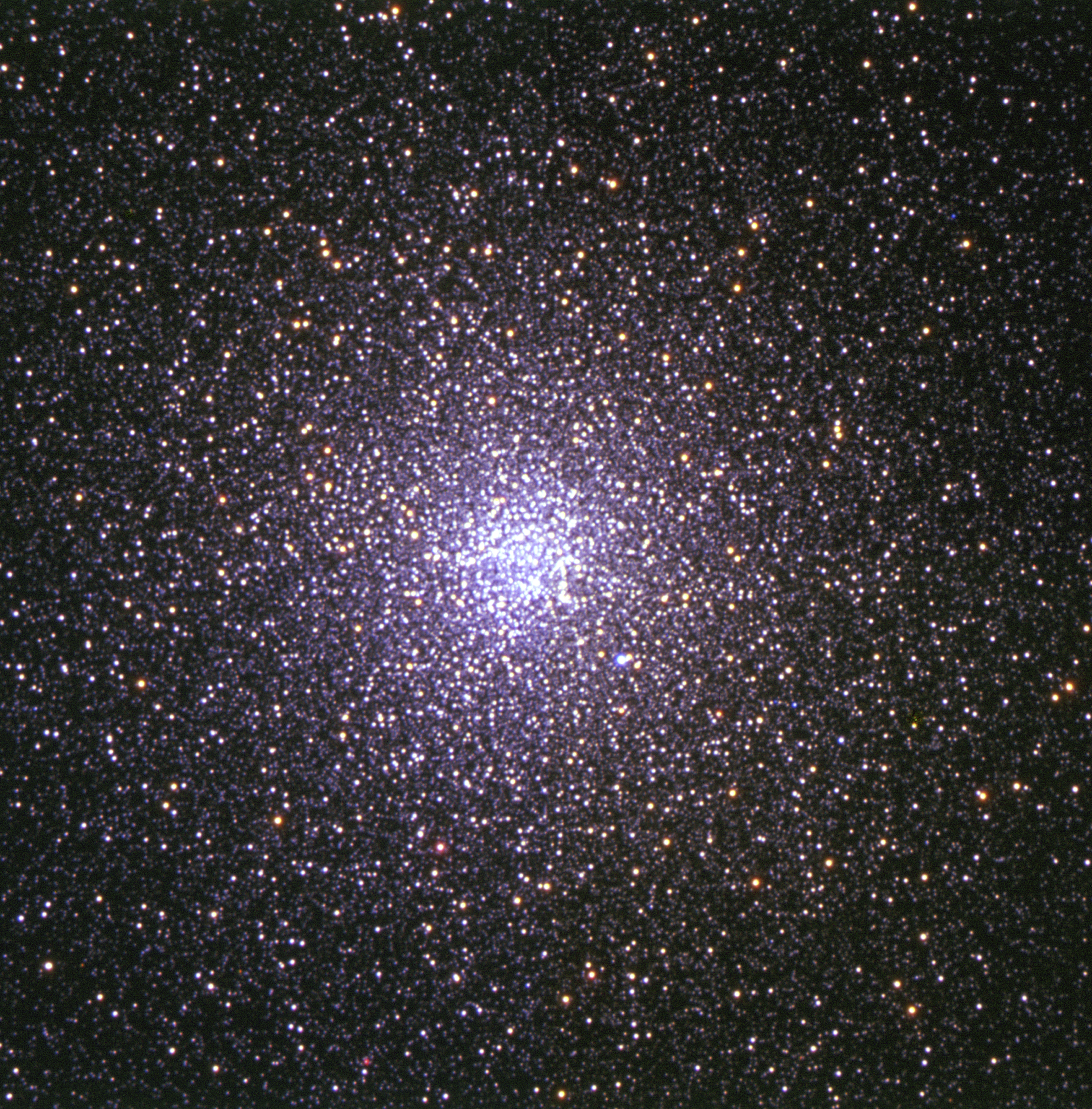
杜鵑座47球状星团，欧洲南方天文台摄

杜鵑座47位于小麦哲伦星系西侧，是夜空第二亮的球狀星團，仅次于半人马座ω，离地约1.47万光年，估计约有120亿年历史。其中星体大多呈黄色且非常古老，还有连串炽热的藍掉隊星，估计是联星合并形成。杜鹃座47亮度达3.9视星等，肉眼便可观测，属夏普力三类星团，核心清晰可辨。杜鹃座47附近夜空还有两个小麦哲伦星系球状星团，在大范围夜空照片上很常见，分别是距杜鹃座47边缘十弧分的NGC 121和林赛8。
离地2.77万光年的NGC 362也是杜鹃座球状星团，亮度6.4视星等，与杜鹃座47一样属夏普力三类星团，亮度在已知球状星团名列前茅。NGC 362轨道从距銀心约三千光年范围经过，靠近程度在球状星团非常罕见。詹姆士·敦洛普19世纪20年代发现NGC 362，用放大180倍的天文望远镜可见。

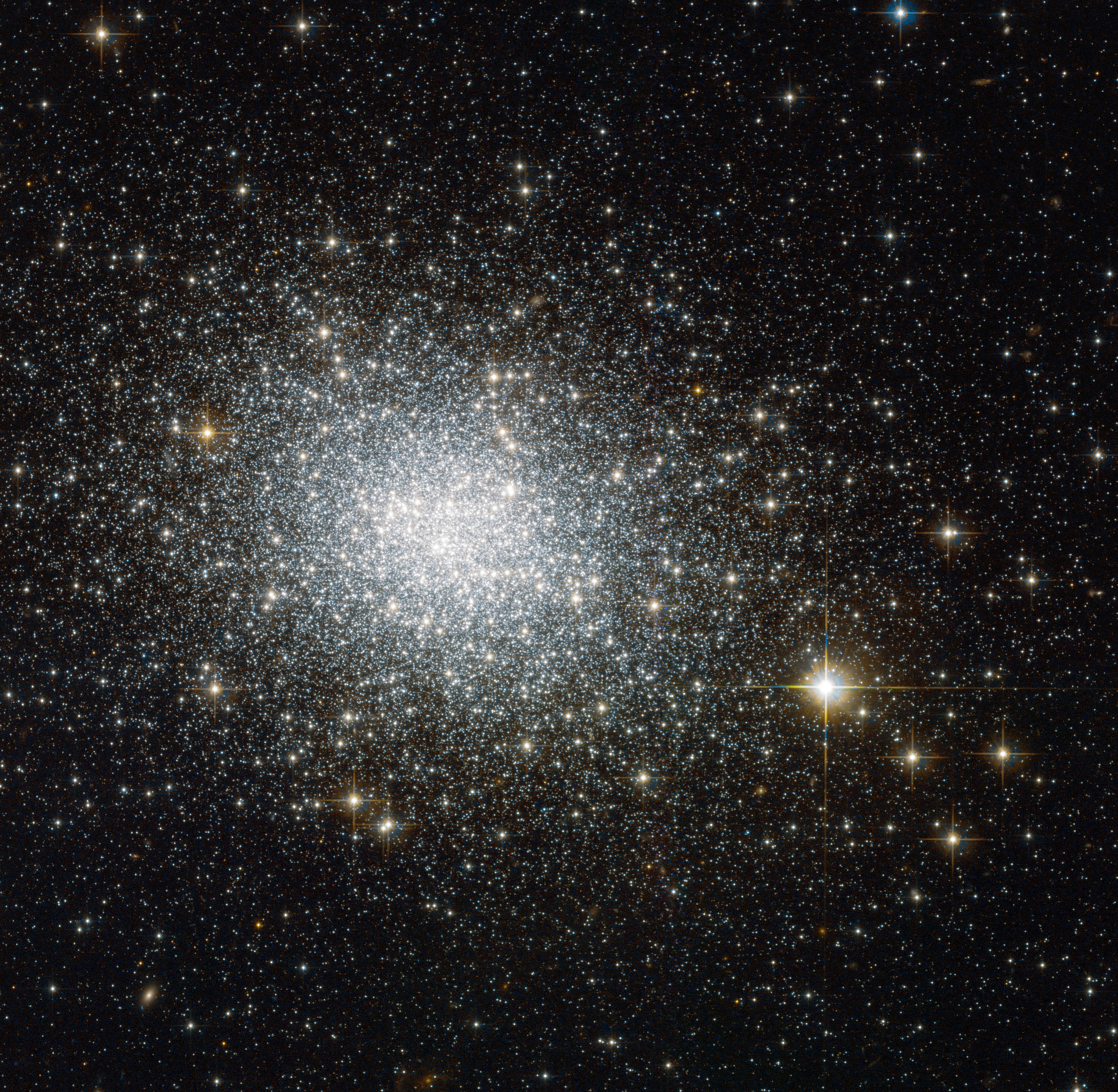
NGC 121球状星团

小麦哲伦星系位于杜鹃座最南端，是距银河系约21万光年的矮星系，比其他绝大多数已知星系近。小麦哲伦星系很可能呈碟形，但在银河系巨大的潮汐力影响下扭曲。麥哲倫星流是庞大的气体云，将小麦哲伦星系与大麦哲伦星系包裹起来。NGC 346是小麦哲伦星系的恆星形成区，亮度10.3视星等，其中的三恒星系HD 5980所含每颗恒星光度都居已知星体前列。

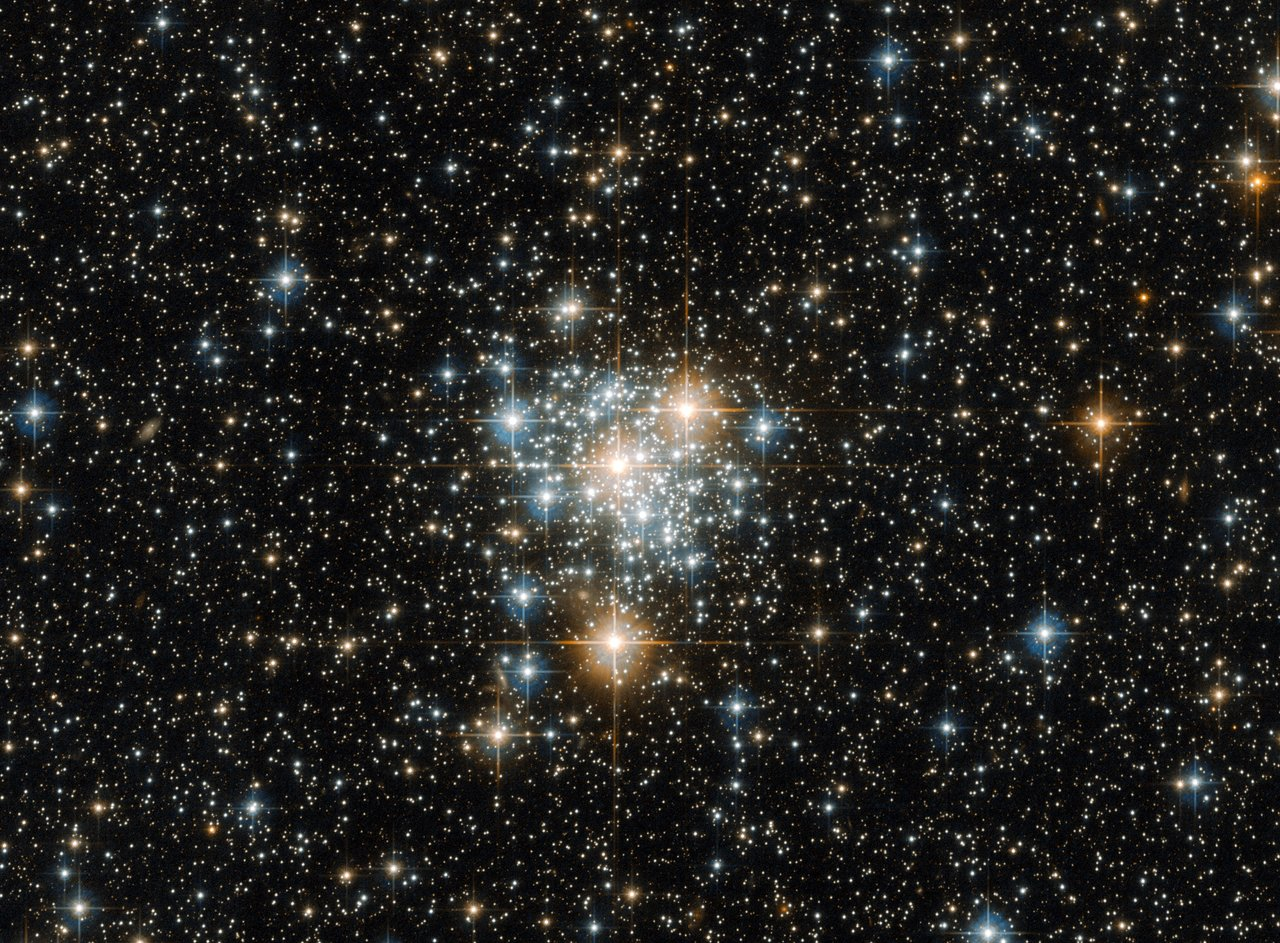
NGC 299疏散星团位于小麦哲伦星系

1990年发现的杜鵑座矮星系是dE5类矮橢球星系，与同属本星系群的其他星系没有联系。杜鵑座矮星系距太阳系870秒差距（2800光年），距本星系群質心约1100秒差距（3600光年），是本星系群位置第二偏远的星系，仅次于人馬座矮不規則星系。
NGC 7408棒旋星系位于在鳥喙二西北方向三度，人类一度误以为是行星状星云。
哈勃空间望远镜1998年执行为期两周的观测计划，观测范围包括部分杜鹃座，观测结果即哈勃南天深空。预定观测范围需在望远镜轨道极点以便持续观测，最后在选择的位置发现类星体QSO J2233-606。